# Франзела
Франзелата (също багета, на френски: baguette) е вид дълъг и тънък френски хляб. Характерно за него е дължината и хрупкавата коричка. Обикновено, франзелата има диаметър 5 – 6 cm и дължина 65 m, макар да може да достига и цял метър. Тежи около 250 грама. В днешно време, франзелата се е превърнала в символ на Франция.

## История
Няма ясна представа относно това кога и как се заражда франзелата като отделен вид хляб. Макар голяма част от историята ѝ да е обект на спекулации, със сигурност дългите хлябове добиват популярност във Франция през 18 век. Думата „багета“ е спомената за пръв път в документ от департамента Сена през август 1920 г., който уточнява спецификациите на този вид хляб.
Макар в днешно време франзелата да се счита за един от символите на френската култура, връзката на Франция с дългите хлябове предшества с много първото споменаване на хляба. Дълги широки хлябове се правят още по времето на Луи XIV, а по-тънките варианти се появяват към средата на 18 век.

## Производство
Традиционна френска франзела се прави от пшенично брашно, вода, мая и готварска сол. Възможно е да съдържа до 2% брашно от бакла, до 0,5% соево брашно и до 0,3% брашно от пшеничен малц. И докато обикновената франзела се приготвя с директно добавяне на мая, занаятчийските хлябове често се правят със стартерна култура с цел да се увеличи наситеността на вкуса и други характеристики. Възможно е да се използва пълнозърнесто или ръжено брашно. Франзелите във Виетнам (бан ми) се правят от оризово брашно.
Най-често франзелите се нарязват и се използват за приготвяне на сандвичи.